# Giovanni Paglia
Giovanni Paglia (Ravenna, 21 maggio 1977) è un politico italiano, deputato alla Camera nella XVII legislatura della Repubblica Italiana e dal 2 febbraio 2021 vicesegretario nazionale di Sinistra Italiana.

## Biografia
Impiegato di banca, è sposato e ha un figlio.

## Attività politica
Alle amministrative del 1997 viene eletto consigliere comunale a Ravenna, sotto l'amministrazione di Vidmer Mercatali tra le file del Partito della Rifondazione Comunista.
È stato segretario provinciale di Ravenna per Rifondazione Comunista dal 2006 al 2009, e anche attivista del locale centro sociale autogestito "Spartaco".
Nel 2009 aderisce a Sinistra Ecologia Libertà di Nichi Vendola, partito di cui ricopre il ruolo di Segretario regionale in Emilia-Romagna dal 2010 al 2013.
Il 25 febbraio 2013 viene eletto deputato nelle file di SEL. Dal 10 luglio 2014 è tesoriere del gruppo alla Camera, subentrando a Sergio Boccadutri (che aveva seguito la scissione dell'ex capogruppo Gennaro Migliore verso il PD e il Governo Renzi). Dopo lo scioglimento di SEL, nel febbraio 2017 aderisce a Sinistra Italiana, di cui è tesoriere nazionale.
Viene ricandidato alle elezioni politiche del 4 marzo 2018 nelle liste di Liberi e Uguali, ma non viene rieletto.
Il 2 febbraio 2021 diventa vicesegretario nazionale di Sinistra Italiana.
Alle elezioni politiche del 2022 è candidato come capolista alla Camera per la lista Alleanza Verdi e Sinistra in Romagna, non risultando eletto.